# Dominique Boivin

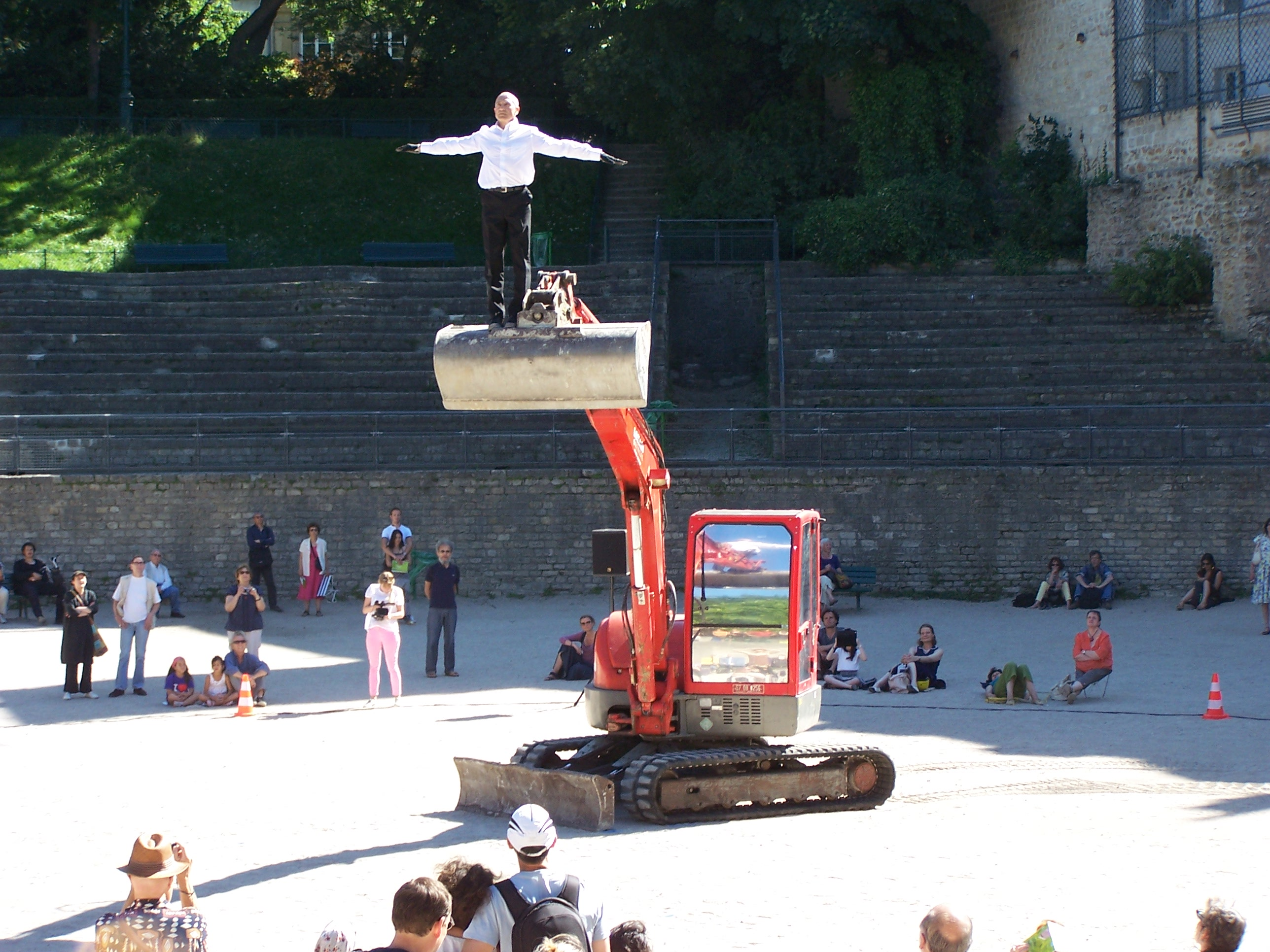
Transports exceptionnels, Paris 2012

Dominique Boivin (geboren am 13. Dezember 1952 in Mont-Saint-Aignan) ist ein französischer Tänzer und Choreograf des zeitgenössischen Tanzes.

## Biografie
Nach einer Ausbildung in klassischem Tanz bildete sich Dominique Boivin bei Carolyn Carlson und anschließend bei Alwin Nikolais im Centre choréographique nacional (CNDC) in Angers fort. 1980 zog er nach New York um und ließ sich von Merce Cunningham und Douglas Dunn unterrichten.
Gemeinsam mit sechs anderen Tänzern des CNDC gründete er 1981 in Paris das Kollektiv Beau Geste. 1991 wurde die Gruppe umstrukturiert, und Dominique Boivin übernahm die künstlerische Leitung. In dem Solo La Danse, une histoire à ma façon präsentierte er 1994 seine Interpretation der Werke großer Choreografinnen und Choreografen wie Pina Bausch, Merce Cunningham und Martha Graham. Unter den nach 2000 entstandenen Werken ragen heraus:
- Aqua ça Rrime?,[4] eine Inszenierung im Schwimmbad;
- À quoi tu penses ?, eine Choreographie zu Monologen der Schriftstellerin Marie Nimier;
- Ni d'Eve ni d'Adam, Duo mit Pascale Houbin;
- Don Quichotte, Solo.
- Aufsehen erregte ab 2005 seine Inszenierung Transports exceptionnels, ein Duo eines Tänzers mit einem Bagger.

Gemeinsam mit Jean-Yves Lazennec leitet er das 2015 gegründete Théâtre de l'Arsenal in Val-de-Reuil (Stand Anfang 2023).

## Choreografien
- 1978: Quelle fut ta soif ?
- 1979: L'Homme cheval beim Festival d'Avignon
- 1994: La Danse, une histoire à ma façon
- 1997: Orphée aux Enfers für das Grand Théâtre de Genève
- 2000: Conte sur moi
- 2001: Casse-Noisette für das  Ballett der Opéra de Lyon
- 2002: Les Amours de Bastien et Bastienne für die Opéra de Rouen
- 2003: Bonté divine gemeinsam mit Pascale Houbin
- 2003: Miniatures de l'émoi
- 2004: Aqua ça Rrime ?[4]
- 2005: À quoi tu penses ?
- 2005: Transports exceptionnels, duo für einen Tänzer und einen Bagger
- 2007: Ni d'Ève ni d'Adam
- 2009: Don Quichotte
- 2010: Off Line
- 2011: Le Chat perché für die opéra Bastille
- 2011: En piste, trio mit Pascale Houbin und Daniel Larrieu
- 2013: L.U.MEN, Stück für eine Gondel und drei Tänzerinnen und Tänzer
- 2015: Connais-moi toi-même, Duo mit Claire Diterzi für das Festival d'Avignon

## Auszeichnungen
- 1978: Prix de l'humour beim Concours chorégraphique international de Bagnolet[7]
- 2014: Ernennung zum Officier des Arts et des Lettres[8]